# Dark Project 2: The Metal Age
Dark Project 2: The Metal Age, auch bekannt unter dem englischen Originaltitel Thief II: The Metal Age, ist der zweite Teil der Computerspielreihe Thief, entwickelt von Looking Glass und im Jahr 2000 durch Eidos Interactive für Windows veröffentlicht.

## Spielprinzip
Der Nachfolger von Dark Project: Der Meisterdieb schließt an die Geschichte des Vorgängers an und weist nur geringfügige Änderungen in grafischer und spieltechnischer Hinsicht auf.
Einige neue Elemente bzw. Veränderungen sind die nun deutlich größeren und detaillierteren Level sowie neue Ausrüstungsgegenstände wie etwa Efeupfeile, neue Tränke wie etwa der Unsichtbarkeitstrank oder beliebig platzierbare Kameraaugen. Des Weiteren ist die Steampunk-Komponente des Szenarios noch deutlicher vertreten, als im ersten Teil, womit z. B. nun auch Überwachungskameras, Alarmanlagen und Wachroboter das Vorankommen des Spielers zusätzlich erschweren. Auch wurde die KI von Wachen und anderen Nichtspieler-Charakteren weiter verbessert.
Nachdem Kritik am ersten Teil geübt wurde, dass sich das Spielgeschehen zu wenig um das eigentliche Diebeshandwerk drehen würde und dass zu viele Zombies (Ab Level 2) vorkommen, erstellten die Entwickler die Level entsprechend der Wünsche der Fans, so dass die Missionen zum größten Teil aus diversen Anwesen und anderen Gebäuden bestehen, aus denen die jeweiligen missionsrelevanten Gegenstände entwendet werden müssen. Der zweite Teil ist daher ein deutlich innovativeres Spiel; wechselnd zwischen Zombies, Waldgeistern, menschlichen Wachen und Robotern als Gegner.
Seitens der Entwickler wurde zudem noch mehr Wert auf eine nicht-lineare Gestaltung der Missionen gelegt, so dass der Spieler noch mehr Alternativen besitzt, um an sein Ziel zu gelangen.

## Entwicklungsgeschichte

Englischsprachiges Logo mit charakteristischem Schriftzug

Die Entwicklung von Dark Project 2 begann im Januar 1999. Während der frühen Phasen der Entwicklung setzte sich das Team regelmäßig zu Filmabenden zusammen um sich inspirieren zu lassen; zu den Filmen gehörten u. a. Der dritte Mann, Metropolis, M und Das Phantom der Oper. Das Spiel wurde im Mai 1999 im Rahmen der Übereinkunft zwischen Entwickler Looking Glass Studios und dem Publisher Eidos Interactive vier neue Thief-Spiele zu erstellen, erstmals angekündigt.
Das Spiel wurde auf Basis einer verbesserten Game Engine, genannt Dark Engine, welche auch in System Shock 2 verwendet wurde, entwickelt. Diese unterstützt 16-bit Farbtiefe, mehr Polygone in den Charaktermodellen, höher aufgelöste Texturen, farbiges Licht und Wettereffekte. Zu den weiteren Verbesserungen gehört eine AI, welche nun flexibler und komplexer reagiert, z. B. Alarme auslösen kann. Im Vergleich zu Thief 1 wurden die meisten übernatürlichen Gegner, wie Zombies, aus dem Spiel entfernt.
Der Entwicklungsverlauf gilt als schwierig. Das stark verschuldete Entwicklungsunternehmen war auf die Einnahmen aus einer seiner wenigen erfolgreichen Marken angewiesen. Allerdings wurde das ursprünglich mit Eidos vereinbarte Entwicklungsbudget überzogen und belief sich am Ende auf 2,5 Millionen US-Dollar. Der für den 23. März 2000 vereinbarte Veröffentlichungstermin konnte nur mit hohem Aufwand und zahlreichen Überstunden eingehalten werden. Die vereinbarten Tantiemen blieben jedoch zunächst aus. Kurze Zeit nach Veröffentlichung, am 24. Mai 2000, schloss Looking Glass endgültig seine Pforten.
Im Jahre 2010 wurde aufgrund eines Fehlers bei der Verteilung eines Entwickler-SDKs der Dreamcast-Quellcode für die Dark Engine ungewollt öffentlich verfügbar. Im September 2012 wurde ein großes Update der Dark-Engine mit Patch v1.9 verfügbar, welcher fehlende Unterstützung für moderne Grafik- und Soundhardware und Betriebssysteme nachrüstet, wahrscheinlich basierend auf dem geleakten Dreamcast-Quellcode. Zusammen mit weiteren Textur- und Missionsfixes der Community wurden dieser Engine-Patch zu einem Community-Patch namens Tafferpatch gebündelt.

## Charaktere
- Sheriff Gorman Truart: Ein korrupter Wächter des Gesetzes, der Hauptmann der Stadtwache und vermeintlicher Gegenspieler Garretts in der ersten Hälfte des Spieles. Truart führt Recht und Ordnung in der Stadt mit strenger Hand und schreckt vor Mitteln wie Folter und Bestechung nicht zurück und scheint dabei einen besonderen Hass gegenüber Garrett zu besitzen. Er modernisiert die Stadtwache von Grund auf und führt neue technische Überwachungsanlagen in Shoalsgate und Teilen der Stadt ein. Im Spielverlauf offenbart sich, dass Truart von den Mechanisten gekauft wurde und diese gegen bare Münze mit Menschen für obskure „Dienerprojekte“ versorgt. Der korrupte Sheriff findet seinen Tod durch einen Heiden in seinem eigenen Schlafzimmer, kurz bevor Garrett ihn stellen will.
- Vater Karras: Der zunächst charismatische Anführer eines Schismas der Hammeriten, genannt die Mechanisten, offenbart sich im Spielverlauf als religiöser Fanatiker und wahrer Antagonist Garretts. Der vom technischen Fortschritt besessene und die Natur hassende Mann erdachte alle Maschinen, die im Spiel Einsatz als Sicherheitsroboter und ähnliches finden. Sein wahrer Plan wird jedoch erst zum Ende des Spieles klar: Alles Leben in der Stadt zu vernichten, auf dass nichts außer ihm und seinen Kindern (den Maschinen) den Glanz des Erbauers trübe, der sogar den Tod seiner Anhänger in Kauf nehmen will. Letztlich wird aber von Garrett und Viktoria gestoppt.
- Lieutenant Mosley: Einer der beiden Lieutenants der Stadtwache und stiller Gegner Truarts. Auch wenn sie ihn auf seine Erfolge hin bewundert, bezweifelt sie die Mittel und Motive ihres Vorgesetzten. Sie formt eine geheime Allianz mit den Heiden, liefert ihnen Informationen und letztlich den Schlüssel zu Truarts Anwesen.
- Captain Davidson: Pirat und Schmuggler von Gewürzen.[11]